# Parocystola acrocosma
Parocystola acrocosma är en fjärilsart som beskrevs av Turner 1917. Parocystola acrocosma ingår i släktet Parocystola och familjen praktmalar, Oecophoridae. Inga underarter finns listade i Catalogue of Life.